# 辻村健次
辻村 健次（つじむら けんじ）は、日本の競馬実況アナウンサー。耳目社所属で、現在は社長を務める。

## 出演番組
- 東京シティ競馬中継（東京MXテレビ→TOKYO MX）
- 大井競馬中継（テレビ神奈川）
- 川崎競馬中継（テレビ神奈川）
- 新潟県競馬中継（新潟テレビ21）

## 主な実況歴

### 南関東4場
- 川崎記念（1997年、1998年）
- 黒潮盃（1996年）
- 羽田盃（1992年、2001年）
- マイルグランプリ（1996年）
- かしわ記念（2005年）
- さきたま杯（2013年）
- テレビ埼玉杯（1994年）
- 大井記念（1996年）
- 東京王冠賞（1996年）
- 全日本3歳優駿（1996年）
- 東京大賞典（1993年～1997年）

### 新潟県競馬
- 新潟ダービー（1996年）
- 東北ダービー（1994年）
- 中央競馬騎手招待（1993年）

### 金沢競馬
- MRO金賞（1996年）